# Zhang Linyan
Zhang Linyan (xinès simplificat: 张琳艳, pinyin: Zhāng Línyàn; Jiangyou, 16 de gener de 2001) és una jugadora de futbol xinesa que juga al club de la Superliga suïssa Grasshopper Club Zürich i a la selecció de la Xina.
Zhang és un producte de l'Evergrande International Football School.
Va formar part de la selecció xinesa que va aconseguir l'or a la Copa Asiàtica de l'AFC 2022. Després de la seua actuació, David Beckham la va felicitar a les xarxes socials.
El juliol de 2022, Zhang es va unir al club de la Superliga femenina suïssa Grasshopper Club Zürich cedida pel Wuhan Jianghan University FC de la Superliga xinesa.
El 14 de setembre del 2023 va ser cedida al Tottenham Hotspur, debutant l'octubre en un partit de la Copa de la Lliga.